# Minerva Glacier
Minerva Glacier är en glaciär i Antarktis. Den ligger i Östantarktis. Australien gör anspråk på området. Minerva Glacier ligger 1 204 meter över havet.
Terrängen runt Minerva Glacier är varierad. Trakten är obefolkad. Det finns inga samhällen i närheten. 